# Stadio Olimpico del Nuoto

Stadio Olimpico del Nuoto (Olympiska simstadion) är ett vattensportcentrum på Foro Italico i Rom, Italien. Den invigdes 1959, är ritad av arkitekterna Enrico Del Debbio och Aniballe Vitellozzi för att inhysa tävlingarna i simning, simhopp och vattenpolo under sommar-OS 1960.
Platsen var renoverad för att vara värd för Europamästerskapen 1983, och utvidgas till mästerskapet 1994. Arenan är den viktigaste arenan för världsmästerskapen i simsport 2009.